# Plaques de matrícula de Manitoba

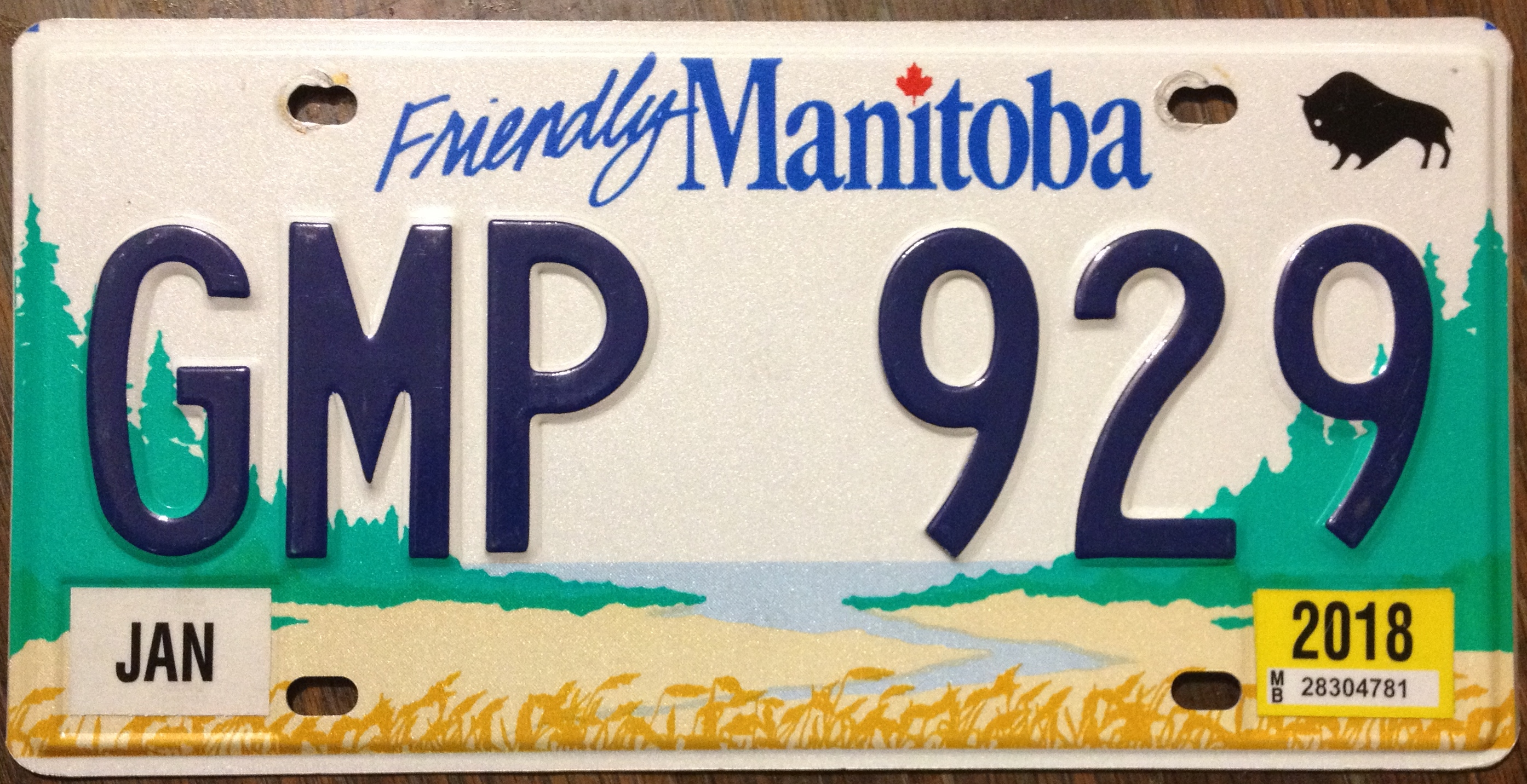
Model actual de matrícula introduït el 2012.

Les plaques de matrícula dels vehicle de Manitoba es componen des del 2012 d'un sistema aleatori de combinació alfanumèrica formada per sis caràcters, ordenats en dos grups de tres lletres i tres xifres (ex. ABC 123). Els caràcters són en relleu de color blau marí sobre un fons blanc reflectant i centrat a la part superior i en blau cel porta el lema de l'estat "Friendly Manitoba" amb una fulla d'auró vermella sobre la lletra "i" de Manitoba.
des del 2022 les plaques són emeses per Manitoba Public Insurance i és obligatori portar-les al davant i al darrere del vehicle, excepte a les motocicletes i als trailers.

## Històriques
El govern provinvial va começar a exigir per primer cop que els residents registressin els seus vehicles de motor i mostressin matrícules a partir del 1911.

### Models de 1911 fins 1947
| Imatge | Data d'expedició | Disseny                                                                                        | Lema        | Combinació utilitzada | Notes |
| ------ | ---------------- | ---------------------------------------------------------------------------------------------- | ----------- | --------------------- | --- |
|        | 1911             | Caràcters en blanc sobre fons blau marí. "MAN" en vertical a l'esquerra i "1911" a la dreta.   | Sense lema. | 1234                  | La placa és de porcellana amb unes mides de 6 1/2" x 12" (16,51 x 30,48 cm). Les sèries del 2000 al 2999 eren reservades per als distribuïdors.        |
|        | 1912             | Caràcters en blanc sobre fons negre. L'escut provincial a l'esquerra amb "MAN. 1912" sota seu. | Sense lema. | 1234                  | La placa és de porcellana amb unes mides de 4 1/2" x 10" (11,43 x 25,4 cm).                                                                            |
|        | 1913             | Caràcters en negre sobre fons blanc. L'escut provincial a l'esquerra amb "MAN 1913" sota seu.  | Sense lema. | 1234                  | La placa és de porcellana amb unes mides de 4 1/2" x 10" (11,43 x 25,4 cm).                                                                            |
|        | 1914             | Caràcters en negre sobre fons groc. L'escut provincial a l'esquerra amb "MAN 1914" sota seu.   | Sense lema. | 1234                  | La placa és de porcellana amb unes mides de 4 1/2" x 10" (11,43 x 25,4 cm).                                                                            |
|        | 1915             | Caràcters en negre sobre fons blanc. L'escut provincial a l'esquerra amb "MAN 1915" sota seu.  | Sense lema. | 1234                  | La placa és de metall. |
|        | 1916             | Caràcters en blanc sobre fons marró. L'escut provincial a l'esquerra amb "MAN 1916" sota seu.  | Sense lema. | 1234                  | |
|        | 1917             | Caràcters en blanc sobre fons negre. L'escut provincial a l'esquerra amb "MAN. 1917" sota seu. | Sense lema. | 12345                 | |
|        | 1918             | Caràcters en negre sobre fons groc. L'escut provincial a l'esquerra amb "MAN. 1918" sota seu.  | Sense lema. | 12345                 | |
|        | 1919             | Caràcters en negre sobre fons groc. L'escut provincial a l'esquerra amb "MAN. 1919" sota seu.  | Sense lema. | 12345                 | La placa és la del 1918 revalidada pel 1919 afegint-hi una etiqueta verd fosc sobre l'any en curs.                                                     |
|        | 1920             | Caràcters en negre sobre fons verd clar. Manté en vertical a l'esquerra "MAN 1920".            | Sense lema. | 12345                 | És la primera placa en relleu i amb una nova mida. |
|        | 1921             | Caràcters en blanc sobre fons negre. En vertical a l'esquerra "MAN 1921".                      | Sense lema. | 12-345                | |
|        | 1922             | Caràcters en blanc sobre fons blau. En vertical a l'esquerra "MAN 1922".                       | Sense lema. | 12-345                | S'introdueix una vora al voltant de la placa. |
|        | 1923             | Caràcters en blau marí sobre fons gris clar. En vertical a l'esquerra "MAN 1923".              | Sense lema. | 12-345                | |
|        | 1924             | Caràcters en blanc sobre fons negre. En vertical a l'esquerra "MAN 1924".                      | Sense lema. | 12-345                | |
|        | 1925             | Caràcters en negre sobre fons blanc. En vertical a l'esquerra "MAN 1925".                      | Sense lema. | 12-345                | |
|        | 1926             | Caràcters en blanc sobre fons negre. En vertical a la dreta "MAN 26".                          | Sense lema. | 12-345                | |
|        | 1927             | Caràcters en negre sobre fons blanc. "MANITOBA 27" centrat a baix.                             | Sense lema. | 12-345                | Primera placa amb el nom sencer de la província. |
|        | 1928             | Caràcters en negre sobre fons turquesa. "MANITOBA 28" centrat a baix.                          | Sense lema. | 12-345                | |
|        | 1929             | Caràcters en blanc sobre fons verd. "MANITOBA 29" centrat a baix.                              | Sense lema. | 12-345                | |
|        | 1930             | Caràcters en blanc sobre fons blau marí. "MANITOBA 30" centrat a baix.                         | Sense lema. | 12-345                | |
|        | 1931             | Caràcters en blanc sobre fons verd. "MANITOBA 31" centrat a baix.                              | Sense lema. | 12-345                | Primera placa amb les mides estàndard de 6" x 12" (15,24 x 30,48 cm)                                                                                   |
|        | 1932             | Caràcters en blanc sobre fons negre. "MANITOBA 32" centrat a baix.                             | Sense lema. | 12-345                | |
|        | 1933             | Caràcters en blanc sobre fons blau. "MANITOBA 33" centrat a baix.                              | Sense lema. | 12-345                | |
|        | 1934             | Caràcters en blanc sobre fons verd. "34 MANITOBA" centrat a baix.                              | Sense lema. | 12-345                | |
|        | 1935             | Caràcters en blanc sobre fons negre. "MANITOBA 35" centrat a baix.                             | Sense lema. | 12-345                | |
|        | 1965             | Caràcters en blanc sobre fons blau. "MANITOBA 36" centrat a baix.                              | Sense lema. | 12-345                | |
|        | 1937             | Caràcters en blanc sobre fons verd. "MANITOBA 37" centrat a dalt.                              | Sense lema. | 12-345                | |
|        | 1938             | Caràcters en blanc sobre fons negre. "MANITOBA 38" centrat a baix.                             | Sense lema. | 12-345                | Hi ha un canvi de tipografia. |
|        | 1939             | Caràcters en blanc sobre fons blau marí. "MANITOBA 39" centrat a dalt.                         | Sense lema. | 12-345                | |
|        | 1940             | Caràcters en blanc sobre fons verd. "MANITOBA 40" centrat a baix.                              | Sense lema. | 12-345                | |
|        | 1941             | Caràcters en negre sobre fons groc. "MANITOBA 41" centrat a dalt.                              | Sense lema. | 12-345                | |
|        | 1942–44          | Caràcters en negre sobre fons platejat. "MANITOBA 42" centrat a baix.                          | Sense lema. | 12-345                | Revalidada pel 1943 amb una etiqueta vermella, i pel 1944 amb adhesius al parabrisa, degut a la conservació del metall per a la Segona Guerra Mundial. |
|        | 1945             | Caràcters en negre sobre fons carabassa. "MANITOBA 45" centrat a baix.                         | Sense lema. | 12-345                | |
|        | 1946             | Caràcters en blau marí sobre fons blanc. "MANITOBA 46" centrat a baix.                         | Sense lema. | 12-345                | |
|        | 1947             | Caràcters en negre sobre fons veblancrd. "MANITOBA 47" centrat a baix.                         | Sense lema. | 12-345                | |

### Models de 1948 fins avui dia
El 1956, el Canadà i els Estats Units d'Amèrica van arribar a un acord amb l'Associació Americana d'Administradors de Vehicles de Motor, l'Associació de Fabricants d'Automòbils i el Consell Nacional de Seguretat en que es concretava una mida única de les plaques de vehicles de passatgers a 150 mm per 300 mm (6 per 12 polzades), amb forats per poder-les muntar espaiats 180 mm (7 polzades), tot i que les dimensions o poden variar lleugerament segons la jurisdicció.
Des de l'1 de març de 2016 l'asseguradora pública (Manitoba Public Insurance) ja no requereix que els conductors enganxin l'etiqueta de validació a la placa de matrícula.
| Imatge | Data d'expedició        | Disseny | Lema | Combinació utilitzada | Notes |
| ------ | ----------------------- | --- | --- | --------------------- | --- |
|        | 1948-49                 | Caràcters en negre sobre fons groc. "MANITOBA 48" centrat a baix.                                                                              | Sense lema | 123-456               | Revalidat pel 1949 amb una etiqueta platejada. |
|        | 1950-51                 | Caràcters en negre sobre fons platejat. "MANITOBA 50" centrat a baix.                                                                          | Sense lema | 1A234 i 12A34         | Revalidada pel 1951 amb una etiqueta vermella. Les lletres I,L,O i Q no s'utilitzen a la combinció. |
|        | 1952-57                 | Caràcters en negre sobre fons groc. "MANITOBA 52" centrat a baix.                                                                              | Sense lema | 1A234 i 12A34         | Revalidada pel 1953 amb una etiqueta negra, el 1954 amb una de verda, pel 1955 amb una de blanca, pel 1956 amb una de negre i pel 1957 amb una de verda. Les lletres I,O,Q,U,Z no s'utilitzen a la combinació. |
|        | 1958–63                 | Caràcters en groc sobre fons negre. A baix, una silueta de bisó a l'esquerra i "MANITOBA 58" a la dreta.                                       | Sense lema | 1A234, 12A34 i AB123  | Canvi de tipografia. Revalidada pel 1959 amb una etiqueta blanca, pel 1960 amb una de groga, pel 1961 amb una de verda, pel 1962 amb una de blanca i pel 1963 amb una de groga. Les lletres I, O, Q, R i Z no s'utilitzen a la combinació. Aquesta pràctica va continuar fins a 1976. Placa posterior amb data "58", placa frontal sense data. |
|        | 1964–70                 | Caràcters en negre sobre fons groc. A baix, una silueta de bisó a l'esquerra i "MANITOBA 64" a la dreta.                                       | Sense lema | 1A234, 12A34 i AB123  | Revalidada pel 1965 amb una etiqueta negra, pel 1966 amb una de vermella, pel 1967 amb iuna de morada, pel 1968 amb una de verda, pel 1969 amb una de negra i pel 1970 amb una morada. Les lletres I, O, Q, R, Z no s'utilitzen a la combinació. Placa posterior amb data "64", placa frontal sense data.                                      |
|        | 1971–75                 | Caràcters en negre sobre fons blanc reflectant. Contorn d'un cap de bisó i la cama davantera en relleu a l'esquerra, "71" a baix a l'esquerra. | "SUNNY MANITOBA" centrat a dalt i "100.000 LAKES" centrat a baix.                                                                        | AB-123, AB12-34       | Canvi de tipografia. Antic lema provincial semblant casualment al lema de l'estat nord-americà de Minnesota, "10.000 LAKES", que encara s'utilitza a les matrícules). |
|        | 1976–82                 | Caràcters en vermell sobre fons groc. "MANITOBA" centrat a baix i "76" a dalt a la dreta.                                                      | "FRIENDLY" centrat a dalt. | ABC-123               | Canvi de tipografia. Només s'utilitzen les lletres A, B, C, D, E, G, H, K, L, N, S, T, U, W i X; i els números de l'1 al 100 es reserven a totes les sèries. |
|        | 1983-86                 | Caràcters en negre sobre fons blanc reflectant. "MANITOBA" en vermell centrat a baix.                                                          | "FRIENDLY" en vermell centrat a dalt. | 123 ABC               | Canvi de tipografia. Els canvis de disseny de 1986 es van fer per tal de reduir costos. Lletres utilitzades inicialment en sèries iguals que les de la base 1976–82, més P només com a segona i/o tercera lletra; totes les lletres utilitzades a partir de la sèrie QAA (1995).                                                               |
|        | 1986-97                 | Caràcters en negre sobre fons blanc. "MANITOBA" en negre centrat a baix.                                                                       | "FRIENDLY" en negre centrat a dalt. | 123 ABC               | |
|        | Juny 1997 – finals 2012 | Caràcters en blau marí sobre fons blanc. Silueta d'un bisó en blau a la dreta.                                                                 | "Friendly Manitoba" centrat a dalt amb una fulla d'auró vermella sobre la lletra "i" de Manitoba.                                        | ABC 123               | Primera placa amb imatge gràfica (una escena d'un riu amb arbres verds a banda i banda i un camp de blat groc a la part inferior) |
|        | Finals 2012 – avui dia  | Caràcters en blau marí sobre fons blanc. Silueta d'un bisó en negra i plena.                                                                   | "Friendly Manitoba" centrat a dalt amb una fulla d'auró vermella sobre la lletra "i" de Manitoba; i opcional "Bienvenue" centrat a baix. | ABC 123               | Possibilitat de demanar una placa, anomenada bilingual licence plate amb el lema "Bienvenue" afegit a la part inferior. |

## Altres tipus

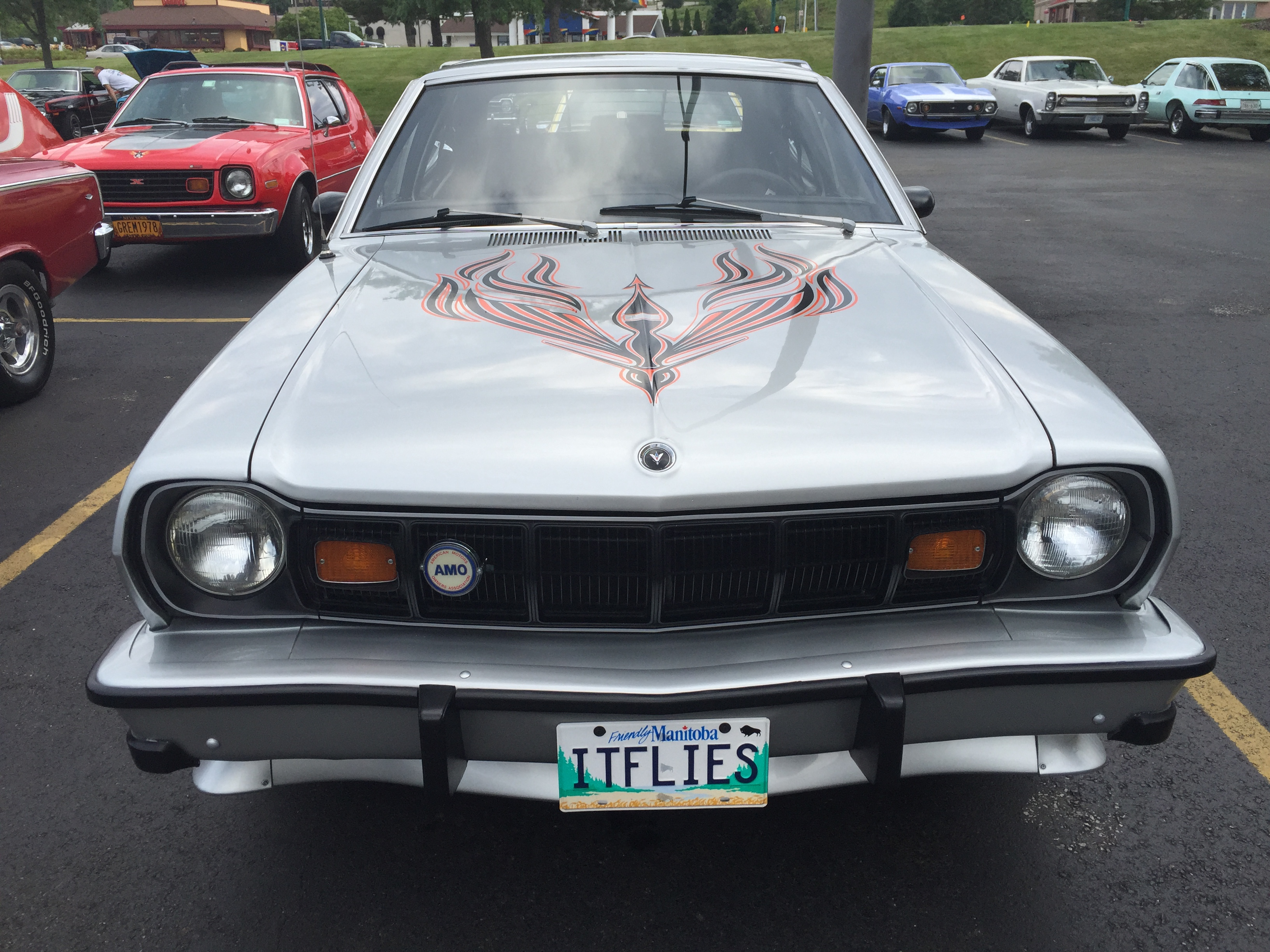
Matrícula personalitzada amb la combinació "ITFLIES".

### Personalitzades
La província també ofereix la possibilitat d'utilitzar matrícules personalitzades, amb un cost de 100 dòlars per vehicle. Aquestes plaques es poden col·locar en vehicles de passatgers, camions no comercials, vehicles agrícoles, motocicletes, ciclomotors i autocaravanes. Les combinacions per a vehicles de passatgers i camions poden tenir fins a set caràcters, inclosos els guions o els espais buits, mentre que les combinacions per a motocicletes poden tenir cinc caràcters, inclosos guions o espais buits. Evidentment no serveix qualsevol combinació i s'ha de complir unes directrius estipulades.

### Especials
Actualment la Manitoba Public Insurance ofereix quatre models de matrícules especials: Veterà de les Forces Armades Canadenques, bombers, personal d'emergències mèdiques (paramedic) i radioaficionat.
| Imatge | Tipus                  | Disseny | Data d'expedició | Combinació utilitzada | Notes |
| ------ | ---------------------- | --- | ---------------- | --------------------- | --- |
|        | Veteran                | Mateix disseny que la placa actual, però una rosella vermella separa la combinació.                                              | Setembre 2012    | ABC 123               | Afegeix el lema "VETERAN" centrat a baix. |
|        | Firefighter            | Caràcters en blau sobre un fons degradat de vermell amb el logotip del Departament de Bombers a l'esquerra.                      | Setembre 2012    | WF1234 i FF1234       | Afegeix el lema "SERVING OUR COMMUNITY" centrat a baix. Disponible per a bombers actius o jubilats i familiars propers. El número de la combinació normalment coincideix amb el número de la insígnia del bomber. |
|        | Paramedics             | Caràcters en negre sobre un fons degradat de blau amb el logotip de Paramedics in Canada a l'esquerra.                           | Avui dia         | 12345P                | Afegeix el lema "PARAMEDICS RESPONDING FOR LIFE" centrat a baix. |
|        | Amateur radio          | Mateix disseny que la placa actual.                                                                                              | Avui dia         | VE4AB o VA4AB.        | |
|        | Winnipeg Blue Bombers  | Caràcters en blau sobre un fons degradat de blau amb el logotip del club Winnipeg Blue Bombers a l'esquerra.                     | Juny 2011        | BB1234 i B12345       | Afegeix el lema "True Blue" centrat a baix. Les sèries BB0001 fins BB0150 es van emetre pels actuals jugadors, exjugadors i executius del club.                                                                   |
|        | Winnipeg Jets          | Caràcters en blau sobre un fons degradat de blau amb el logotip del club Winnipeg Jets a l'esquerra.                             | Desembre 2011    | WJ1234 i J12345       | Afegeix el lema "FUELLED by PASSION" centrat a baix. |
|        | Winnipeg Goldeyes      | Caràcters en blau sobre un fons degradat d'or amb el logotip del club Winnipeg Goldeyes a l'esquerra.                            | Març 2013        | G12345                | Afegeix el lema "GOLDEYES" centrat a baix. |
|        | Curling Manitoba       | Caràcters en negre sobre un fons blanc amb una pedra de cúrling a l'esquerra.                                                    | Desembre 2013    | CM1234                | Afegeix el lema "curlingforlife.com" centrat a baix. |
|        | Brandon Wheat Kings    | Caràcters en negre sobre un fons degradat de groc amb el logotip del club Brandon Wheat Kings i tres tiges de blat a l'esquerra. | Febrer 2014      | WK1234                | Afegeix el lema "WHEAT KINGS" centrat a baix. |
|        | University of Winnipeg | Caràcters en negre sobre un fons vermell i blanc amb el logotip de la Universitat de Winnipeg a l'esquerra.                      | Juny 2014        | UW1234                | Afegeix el lema "Discover, Achieve, Belong" centrat a baix. |
|        | Winnipeg Jets Heritage | Caràcters en negre sobre un fons blanc amb el logotip de 1973 dels Winnipeg Jets a l'esquerra.                                   | Setembre 2021    | JH1234 i H12345       | Afegeix el lema "Honour the Past" centrat a baix. |

### Motocicletes
Segueix el mateix disseny de la dels automòbils però la combinació està formada per una xifra, dues lletres i dues xifres (ex. 1AB23) i les lletres "MC" centrades a baix.

### Trailer
Segueix el mateix disseny de la dels automòbils però la combinació està formada des del 2017 per tres xifres i dues lletres (ex. 123AB). La combinació anterior (ex. A123B) continua sent vàlida. Afegaix les lletres "TL" centrades a baix.